# Galeano Salas
Galeano Salas (* 20. Jahrhundert) ist ein mexikanisch-amerikanischer Opernsänger (Tenor).

## Leben
Galeano Salas wuchs zunächst in Mexiko auf und kam als 13-Jähriger nach Texas. Dort besuchte er die High School und entdeckte sein Interesse am Gesang. In diesem Fach erwarb seinen Bachelorabschluss an der University of Houston und seinen Mastertitel an der Yale University in Connecticut. Sein künstlerisches Diplom erlangte er 2016 an der Academy of Vocal Arts in Philadelphia. Von 2016 bis 2018 war er Mitglied des Opernstudios der Bayerischen Staatsoper. Bei dessen Aufführungsserie im April 2018 wirkte er als Offizier in Ernst Kreneks Der Diktator und als Rupprecht in Viktor Ullmanns Der zerbrochene Krug mit.
Einem breiteren Publikum wurde er bekannt, als er am 23. Dezember 2017 bei einer im Internet als Video übertragenen Aufführung von Puccinis Il trittico an der Bayerischen Staatsoper für den während des Abends erkrankten Pavol Breslik einsprang und den Part des Rinuccio in Gianni Schicchi von der Seite her sang. Bei der darauf folgenden Aufführung und seit Mai 2019 auch in der regulären Besetzung stellte er diese Rolle szenisch dar.
Von 2018 bis 2023 war er Ensemblemitglied der Bayerischen Staatsoper, wo er unter anderem Rollendebüts als Nemorino in L’elisir d’amore und als Fenton in Falstaff gab sowie als Roderigo an einer auch als Video übertragenen Produktion von Otello mit Jonas Kaufmann in der Titelrolle mitwirkte. Zu einem Schwerpunkt seines internationalen Wirkens wurde der Rodolfo in La Bohème, den er 2020 in Kapstadt, 2021 in Antwerpen und in der Folgezeit auch in Buenos Aires, Montevideo und an verschiedenen Bühnen Italiens wie in Verona und Genua darstellte.

## Rollendebüts (Auswahl)
| Debüt in | Rolle                                   |                                                |
| -------- | --------------------------------------- | ---------------------------------------------- |
|          | Ein italienischer Sänger (Capriccio)    | Santa Fe Opera                                 |
| 2016-10  | Arturo Bucklaw (Lucia di Lammermoor)    | Bayerische Staatsoper                          |
| 2017-12  | Rinuccio (Gianni Schicchi)              | Bayerische Staatsoper                          |
| 2019-04  | Pong (Turandot)                         | Bayerische Staatsoper                          |
| 2019-11  | Herzog von Mantua (Rigoletto)           | Ungarische Staatsoper, Erkel-Theater, Budapest |
| 2019-12  | Alfred (Die Fledermaus)                 | Bayerische Staatsoper                          |
| 2020-02  | Rodolfo (La bohème)                     | Cape Town Opera                                |
| 2020-09  | Nemorino (L’elisir d’amore)             | Bayerische Staatsoper                          |
| 2020-12  | Fenton (Falstaff)                       | Bayerische Staatsoper                          |
| 2022-11  | Chevalier Des Grieux (Manon)            | Teatro Municipal de Santiago de Chile          |
| 2023-07  | Don José (Carmen)                       | Teatro Municipal de Santiago de Chile          |
| 2023-09  | Camille de Rosillon (Die lustige Witwe) | Teatro Colón, Buenos Aires                     |
| 2024-02  | Ruggero (La rondine)                    | Teatro Filarmonico, Verona                     |
| 2024-10  | Alfredo (La traviata)                   | Detroit Opera                                  |

## Preise und Auszeichnungen
- Erster Preis bei: The American Prize in Vocal Performance, College/University Opera Division, 2015.[20]
- Hauptpreis beim Gerda Lissner Foundation International Voice Competition, 2016.
- Erster männlicher Preisträger beim 29ème édition du festival lyrique de Marmande, 2017.
- Erster Preis und French Interpretation award beim 10ème Concours de Chant de Canari, 2017.
- Zweiter Preis beim VI. Concurso Internacional de Canto, Alfredo Kraus 2017, Gran Canaria.
- Stella Maris Musikwettbewerb 2017: Publikumspreis und Möglichkeit einer CD-Aufnahme.[21]
- Grand Prix und Publikumspreis beim 3rd International Éva Marton Singing Competition, Budapest, 2018.[22]

## Diskografie
- Giuseppe Verdi: I Lombardi alla prima crociata mit Galeano Salas als Arvino.Chor des Bayerischen Rundfunks, Münchner Rundfunkorchester, Ivan Repušić. CD erschienen bei BR-Klassik, 2023